# Бруант
Бруант (Zonotrichia) — рід горобцеподібних птахів родини Passerellidae.

## Список видів
- Бруант білогорлий (Zonotrichia albicollis) (JF Gmelin, 1789)
- Бруант чорнобровий (Zonotrichia atricapilla) (JF Gmelin, 1789)
- Бруант рудошиїй (Zonotrichia capensis) (Muller, 1776)
- Бруант білобровий (Zonotrichia leucophrys) (Forster, 1772)
- Бруант північний[1] (Zonotrichia querula) (Nuttall, 1840)